# 桜井恒
桜井 恒（さくらい ひさし、1983年〈昭和58年〉9月14日 - ）は、日本の政治家。北海道美唄市長（1期）。

## 経歴
北海道美唄市に生まれる。美唄市立西美唄小学校（現・美唄市立中央小学校）、美唄市立西美唄中学校（現・美唄市立美唄中学校）、北海道岩見沢東高等学校、北海道大学農学部卒業。
卒業後はジョンソン・エンド・ジョンソンに入社し、中部地方で営業職に従事する。その後、2012年に東京都内の医療関連の広告代理店に勤務した。2015年に北海道に戻り、江別市内の病院に勤務する。2022年12月に退職し、美唄市に移住。
2023年3月、同年6月に行われる美唄市長選挙への立候補を表明する。
同年6月4日、美唄市長選挙が告示され、自由民主党美唄支部の推薦を受けて立候補。選挙公報に「全市民への1万円給付」を公約としてうたった。市民からは「ばらまきだ」「選挙違反ではないか」「合法的買収だ」などの声が上がったが、現職の板東知文との一騎打ちを制し初当選した。北海道内の市長では最年少となった。
※当日有権者数：17,202人 最終投票率：64.20%（前回比：7.26pts）
| 候補者名 | 年齢 | 所属党派 | 新旧別 | 得票数  | 得票率 | 推薦・支持             |
| -------- | ---- | -------- | ------ | ------- | ------ | ---------------------- |
| 桜井恒   | 39   | 無所属   | 新     | 5,957票 | 55.24% | （推薦）自民党美唄支部 |
| 板東知文 | 70   | 無所属   | 現     | 4,826票 | 44.76% |                        |

同年8月24日、選挙公約に掲げた「全市民1万円の現金給付」について、実施のための補正予算案を市議会臨時会に上程し、賛成多数で可決された。